# Gerhard von Rad
Gerhard von Rad, född den 21 oktober 1901 i Nürnberg, död den 31 oktober 1971, var en tysk teolog. 
von Rad var professor i Gamla Testamentets exegetik, först i Jena 1934–1945, sedan i Göttingen 1945–1949 och i Heidelberg 1949–1966. I Heidelberg bodde han fram till sin död.